# Kim Weston
Kim Weston, född 20 december 1939 i Detroit, Michigan, är en amerikansk sångerska inom soul. Weston fick skivkontrakt på Motown 1961 där hon följande år utgav ett antal singlar. Hon fick några mindre amerikanska framgångar med låtarna "Take Me in Your Arms (Rock Me a Little While)" (1965) och "Helpless" (1966). Men hennes största framgång blev låten "It Takes Two" där hon sjöng duett med Marvin Gaye som nådde fjortondeplats på Billboard Hot 100. Låten blev också hennes enda listnotering i Storbritannien. Weston gav sedan ut två album för MGM Records och 1970 ett album för Stax Records underbolag Volt Records. Hon spelade också in ett duettalbum med Johnny Nash. Inga av dessa uppmärksammades lika mycket som hennes Motown-inspelningar.

## Diskografi, album
- Take Two, 1966 (med Marvin Gaye)
- For the First Time, 1966
- This Is America, 1968
- Kim Kim KIm, 1970
- Investigate, 1990